# Banyuwangi Tour de Ijen 2012
Die 1. Banyuwangi Tour de Ijen fand vom 7. bis zum 9. Dezember 2012 im Osten der Insel Java in Indonesien rund um die Stadt Banyuwangi statt. Das Rennen gehörte zur UCI Asia Tour 2013, wo es in die Kategorie 2.2 eingestuft war. Damit erhielten die ersten acht Fahrer der Gesamtwertung und die ersten drei jeder Etappe sowie der Träger des Gelben Trikots des Gesamtführenden nach jeder Etappe Punkte für die Asia-Rangliste.
Gesamtsieger des Etappenrennens wurde Ki Ho Choi (Nationalteam Hongkong). Er siegte mit 12 Sekunden Vorsprung auf den zweitplatzierten ehemaligen World-Tour-Fahrer Óscar Pujol vom indonesischen Team Polygon Sweet Nice. Das Podium wurde komplettiert vom 41-jährigen Deutschen Timo Scholz (CCN Cycling Team), der zudem Zweiter auf der ersten Etappe wurde und die Punktewertung für sich entschied.

## Teilnehmer
Am Start standen einheimische indonesische Mannschaften sowie ausländische Teams, unter anderem aus Australien, Kasachstan und Malaysia. Zwei Continental Teams besuchten die Rundfahrt. Einziger deutschsprachiger Teilnehmer war Timo Scholz vom CCN Cycling Team.
| Continental Teams CCN Cycling Team Terengganu Cycling Team MAX Success Sports Qinghai Tianyoude Cycling Team Nationalmannschaften Hongkong Usbekistan Malaysia | Sonstige Teams aus dem Ausland Plan B Racing Team Track Team Astana Eddy Holland Bicycle RCCC Presented by EHBS Al-Ahly Club | Regionale Teams aus Indonesien Polygon Sweet Nice Wimcycle Araya Trans Libas Tangsel Team Jatayun Putra Perjuangan Banyuwangi Team BRCC Team |

## Etappen
| Etappe | Tag         | Start–Ziel               | km    | Typ                 | Etappensieger           | Gesamtführender |
| ------ | ----------- | ------------------------ | ----- | ------------------- | ----------------------- | --------------- |
| 1.     | 7. Dezember | Banyuwangi – Pulau Merah | 111,7 | Mittelgebirgsetappe | Denis Shaymanov         | Denis Shaymanov |
| 2.     | 8. Dezember | Kali Baru – Ijen-Krater  | 147   | Gebirgsetappe       | Ki Ho Choi              | Ki Ho Choi      |
| 3.     | 9. Dezember | Banyuwangi – Banyuwangi  | 110   | Flachetappe         | Yousef Mirza Banihammad | Ki Ho Choi      |